# Lomographa lucens
Lomographa lucens är en fjärilsart som beskrevs av W. Warren 1896. Lomographa lucens ingår i släktet Lomographa och familjen mätare. Inga underarter finns listade i Catalogue of Life.